# Речен рак
Речният рак (Astacus astacus), също европейски речен рак, е сладководен вид прав рак от семейство Astacidae. Установен в 28 страни, като извън Европа се среща единствено в Мароко. Той е особено ценен като кулинарен продукт в Скандинавските страни, където населява различни водоеми.

## Описание
В естествени условия дължината му рядко надвишава 15 см. Макар и рядко се срещат и значително по-големи екземпляри от порядъка на 17 – 20 cm и тегло 200 – 250 гр. Отличава се от езерния, най-вече по очевидно по-широките си щипки. Окраската е предимно кафява, но варира в зависимост от грунта на водоема.

## Местообитание
Речния рак живее в незамърсени реки и езера с песъчливо или каменисто дъно. Най-подходящи за него са водоеми със съдържание на кислорода от 5,4 до 9,1 mg/l и оптимална температура от 17 – 18 °C, с адаптивни възможности от 4 до 28 °C.

## Размножаване
По литературни данни, речният рак достига полова зрялост на 2 – 3 годишна възраст, при дължина на тялото от 6,5 до 8 cm, като мъжките индивиди съзряват по-рано. Размножителния период е октомври – ноември, след което женските отделят хайверните зърна и навлизат в укритията. Отделянето на яйцата и оплождането им се извършва от 2 до 45 дни след копулацията. Ембрионалното развитие продължава около 6 месеца. Оплодените яйца се намират под абдомена закрепени за плеоподалните крачета на женската. Скоро след излюпването си, личинките линеят, като след първата смяна на обвивката вече приличат напълно на възрастните индивиди.

## Начин на живот и хранене
В естествени условия през първата година, рачетата линеят от 4 до 7 пъти. Честотата на смяна на обвивката намалява с напредване на възрастта. Непосредствено след подмяната на старата, раците навлизат в укритията, които не напускат до втвърдяването на новата хитинова обвивка. Обикновено водят уседнал начин на живот и не мигрират, ако хидрохимичните условия на водоема са постоянни. За убежища копаят дупки или използват камъни или коренища. Храни се предимно нощем. В естествени условия най-важно значение за изхранването му има растителността, като малките екземпляри се хранят със зоопланктон. Общо взето се счита, че има широк хранителен спектър и в повечето случаи специалистите го определят като всеяден. Главните врагове на речния рак са норките, змиорките, костурите, щуките, видрите и ондатрите.
Европейският речен рак е определен от IUCN като уязвим вид